# Kærlighed og Spøgelser
Kærlighed og Spøgelser er en dansk stumfilm fra 1916, der er instrueret af Lau Lauritzen Sr. efter manuskript af Rudolf Presber.

## Handling
Denne artikel mangler et handlingsreferat. Hjælp os med at skrive det.

## Medvirkende
- Fritz Lamprecht - Baron Fix-Fax
- Svend Melsing - Botho, baronens søn
- Bertel Krause - Kommerceråd Nolke
- Agnes Lorentzen - Ada, Nolkes hustru
- Johanne Fritz-Petersen - Ilka, Nolkes datter